# Micromus duporti
Micromus duporti är en insektsart som beskrevs av Johannes-Antoine Lestage 1929. Micromus duporti ingår i släktet Micromus och familjen florsländor. Inga underarter finns listade i Catalogue of Life.